# Louise Ford (Filmeditorin)
Louise Ford ist eine britische Filmeditorin.

## Leben
Louise Ford stammt ursprünglich aus Nantwich in Cheshire. Sie arbeitete zunächst als Journalistin in London für Publikationen wie die The Sunday Times oder Cosmopolitan. Sie wollte schon längere Zeit in die Filmbranche wechseln, sah dafür aber keine Möglichkeiten. Als ihr Mann, der ebenfalls als Editor und Producer tätig ist, einen sechsmonatigen Auftrag in New York City erhielt, entschieden sich beide zum Umzug in die Vereinigten Staaten.
Dort absolvierte sie einen Kurs in Filmschnitt beim Edit Center, wo sie den Filmeditor Michael Taylor kennenlernte. Ford arbeitete fortan als Taylors Assistentin beim Schnitt von Filmen wie Against the Current (2009), The Imperialists Are Still Alive! (2010) und The Loneliest Planet (2011). Daneben schnitt sie erste Kurzfilme.
Ihren ersten eigenständigen Schnitt übernahm sie bei Cynthia Fredettes Film Half The Perfect World. Es folgten Zusammenarbeiten mit Robert Eggers für The Witch (2015), Cory Finley für Vollblüter (2017) und Paul Dano für Wildlife (2018).  Für Robert Eggers schnitt sie auch dessen Filme Der Leuchtturm (2019), The Northman (2022) und Nosferatu – Der Untote (2024).

## Filmografie (Auswahl)
- 2008: The Tell-Tale Heart (Kurzfilm)
- 2008: Priscilla (Kurzfilm)
- 2012: Legacy (Kurzfilm)
- 2013: Across Grace Alley (Kurzfilm)
- 2014: The Heart Machine
- 2015: The Witch
- 2015: Brothers (Kurzfilm)
- 2016: Don’t Breathe
- 2016: Half the Perfect World
- 2017: Vollblüter (Thoroughbreds)
- 2018: Wildlife
- 2018: Siberia – Tödliche Nähe (Siberia)
- 2019: Der Leuchtturm (The Lighthouse)
- 2019: Bad Education
- 2021: Things Heard & Seen
- 2022: The Northman
- 2023: Landscape with Invisible Hand
- 2024: Nosferatu – Der Untote (Nosferatu)